# 神津善之助
神津 善之助（こうづ ぜんのすけ、1858年5月19日（安政5年4月7日） - 没年不明）は、日本の実業家。志賀銀行頭取。北佐久肥料社長。佐久鉄道取締役。族籍は長野県平民。

## 人物
信濃国佐久郡志賀村（現・長野県佐久市志賀）出身。神津重三郎の長男。1883年、家督を相続する。銀行会社の重役である。住所は長野県北佐久郡志賀村。

## 家族・親族
神津家
- 父・重三郎（長野平民）[1][3]
- 妻・まつ（1857年 - ?、長野、掛川登市郎の長女）[1][3]
- 長男・重太郎（1879年 - ?、北佐久肥料取締役、小諸倉庫監査役）[3]
- 二男・仁重郎（1881年 - ?）[2][3]
  - 同妻・英子（1887年 - ?、長野、神津藤平の妹）[1][3]
- 三男・善重郎（1886年 - ?）[3]
- 長女（1883年 - ?、長野、林隆平の妻）[2][3]
- 二女（1888年 - ?、長野、掛川清兵衛の二男清三郎の妻）[2][3]
- 孫[2]

親戚
- 神津藤平（長野電鉄社長）